# Dulanghir
Dulanghir – wieś w Iranie, w ostanie Azerbejdżan Zachodni, w szahrestanie Szahin Deż. W 2006 roku liczyła 113 mieszkańców.